# Глаза Эльзы
Глаза Эльзы — сборник из двадцати одного стихотворения Луи Арагона, опубликованный в 1942 году. В него вошли стихотворения, опубликованные в журналах в период с июня 1941 года по февраль 1942 года. Арагон указал, что публиковал их «в том порядке, в котором они создавались»

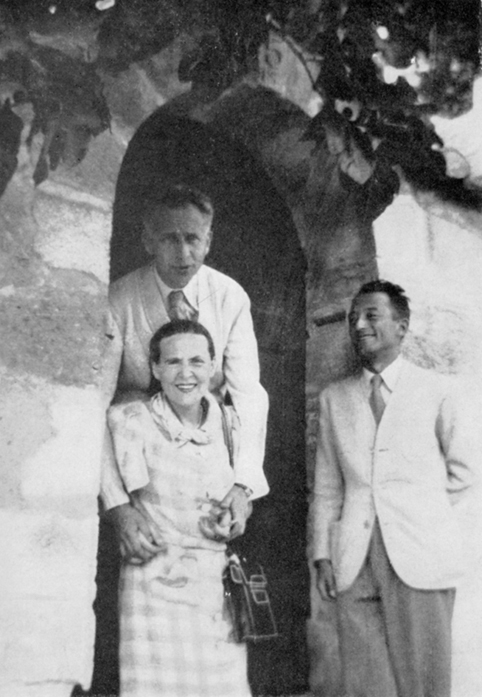
Луи Арагон и Эльза Триоле в доме своего друга Пьера Сегерса в Вильнёв-лез-Авиньон в 1941 году.

## Контекст
Эльза Триоле познакомилась с Луи Арагоном в 1928 году на Монпарнасе, в кафе La Coupole, которое часто посещали многие художники. Он становится мужчиной всей ее жизни, тем, благодаря кому она наконец сможет укорениться во французском обществе. Она становится его музой. Арагон женился на Эльзе 28 февраля 1939 года. Его поэзия, начиная с 1940-х годов, во многом была вдохновлена любовью, которую он испытывал к ней.
На фронте в мае 1940 года, терпя поражение французских армий, Арагон, мобилизованный в 1939 году, проявил мужество, за которое был награжден Военным крестом и Военной медалью. Эти месяцы войны легли в основу значительной части стихотворений сборника «Глаза Эльзы», опубликованного в 1942 году Пьером Сегерсом. Впоследствии, найдя убежище в свободной зоне, где он продолжил писать стихи, вошедшие в этот сборник, он принимал участие в качестве тайного организатора, в сопротивлении в интеллектуальных кругах. Его поэтическое творчество поставлено на службу патриотической мобилизации.
В отличие от Рене Шара, который ушел в подполье и опубликовал свои «Гипносы» только после войны, или Пьера Реверди, который решил больше не писать стихотворений, пока Франция была оккупирована, Арагон считал, что можно вести борьбу собственным оружием: поэзией. Этот сборник также вызывает воспоминания о невзгодах войны и призван стать поэтическим вкладом в сопротивление: гимн любви — это также гимн Франции через ее поэзию.

## Анализ
Этот сборник открывает большой цикл, посвященный автором своей партнерше Эльзе Триоле, с которой он составлял легендарную пару вплоть до ее смерти в 1970 году. Арагон неустанно продолжает свое поэтическое творчество, начиная с женщины, которая дает ему «все силы». За ними последовали, в частности, «Глаза и память» (1954), «Неоконченный роман» (1956), «Эльза» (1959), «Шут Эльзы» (1963) и «Париж принадлежит только Эльзе» (1964).
В этой коллекции Луи Арагон возвращается к простоте образов и ритмов, далеких от провокаций его предыдущих коллекций, чтобы показать связь между его личным лиризмом и его поэтической приверженностью.
«Глаза Эльзы» — также название первого стихотворения в сборнике.

## Песня
Стихотворение, давшее название сборнику, положено на музыку и исполнено несколькими артистами, среди которых Андре Клаво, Жан Ферра, Ален Баррьер, а  в 2013 году, Патриком Брюэлем.